# نهائي كأس ألمانيا 1994
نهائي كأس ألمانيا 1994 هي المباراة النهائية من منافسة كأس ألمانيا 1993–94، أقيمت المباراة في 14 مايو 1994، في الملعب الأولمبي، بين فريقي فيردر بريمن، وروت فايس إيسن، وفاز فيها فيردر بريمن، بعد أن هزم روت فايس إيسن، بنتيجة 3 - 1، وكان حكم المباراة Manfred Amerell ‏، وحضر المباراة 76391 شخصاً.

## تفاصيل المباراة
لعبت المباراة النهائية في 14 مايو 1994.
| فيردر بريمن                                                               | 3 -1 | روت فايس إيسن         |
| ------------------------------------------------------------------------- | ---- | --------------------- |
| Dietmar Beiersdorfer ‏ 17 ' · أندي هرتسوغ 38 ' · واينتون روفر 88 ' (ركلة.) |      | Daouda Bangoura ‏ 50 ' |